# Centre d'études et de documentation économiques, juridiques et sociales
Le Centre d’études et de documentation économiques, juridiques et sociales (Cedej) est un centre de recherche pluridisciplinaire, dont les travaux portent sur l’Égypte et le Soudan contemporains, dans toutes les disciplines des sciences humaines et sociales. Ses cotutelles sont le CNRS et le ministère français des Affaires étrangères.

## Histoire
Le Cedej a été créé par l’accord de coopération franco-égyptien de 1968, et il est l’héritier d’une institution plus ancienne, l’École française de droit (1890), dont il conserve, aujourd’hui encore, une partie de la bibliothèque. Il fait partie du réseau des instituts français de recherche à l'étranger (UMIFRE) de la direction de la Coopération scientifique, universitaire et de la recherche du ministère des Affaires étrangères. Depuis 1985, il est également associé au Centre national de la recherche scientifique (CNRS), dont il forme une Unité de service et de recherche (USR 3123) relevant de l'Institut des Sciences de l’homme et de la société. 
Il a son siège au Caire et dispose d’une antenne permanente à Khartoum, au Soudan. Il conçoit et exécute des programmes de recherche, accueille des chercheurs et des étudiants de diverses nationalités, organise des séminaires, des colloques et des cycles de conférences. En coopération avec d’autres centres de la région, il participe à des programmes portant sur l’ensemble du monde arabe et musulman. Ses activités sont toujours conduites en coopération avec les institutions universitaires et scientifiques égyptiennes ou soudanaises. Des conventions l’unissent également à des partenaires européens ou américains et à des organisations internationales. 
En décembre 2009, une pétition de soutien aux membres licenciés de la documentation et de la bibliothèque, intitulée Non à la casse de la recherche française en Égypte, a rassemblé près de 2 000 signatures de personnalités scientifiques françaises et internationales. Avec la fermeture en février 2010 des services de documentation et de la bibliothèque et le licenciement des personnels administratif et de recherche, c'est en effet la survie du centre comme véritable centre de recherche qui est discutée.

## Les ressources
Le Cedej dispose d’importants fonds documentaires (bibliothèque de sciences sociales en français et en arabe notamment, dossiers de presse comprenant plus d'un million d'articles référencés, partiellement numérisés, cartothèque très complète de l'Égypte, bases de données statistiques extensives) et d’une cellule d’édition, chargée de la diffusion des résultats des recherches. Il publie une revue depuis 1990, Égypte/Monde arabe, dont l'intégralité des articles a été mise en ligne sur le site OpenEdition Journals début juillet 2008. Le site du Cedej comprend les sommaires de toutes ses publications (près de 300), de nombreuses données bibliographiques, des documents originaux en ligne (articles et working-papers), la présentation de ses programmes de recherche en cours et achevés.

## Les chercheurs
Le Cedej comprend des chercheurs égyptiens, des chercheurs français ou européens (relevant du CNRS ou du ministère des Affaires étrangères), des doctorants (dont une partie bénéficie de bourses d'aide à la recherche, BAR, d'une durée de 2 ans extensible d'un an), des post-doc (dont une bourse de post-doc). Il offre un cadre à des chercheurs et doctorants associés résidant en Égypte. Il peut aussi accueillir des chercheurs détachés ou délégués par leurs universités d'origine au CNRS, d'autres boursiers (Lavoisier, Seurat…). Le site du Cedej propose un annuaire des anciens depuis 2015. Il recense les chercheurs passés par le Cedej depuis sa création. 

## Les directeurs
Depuis 1987, le Cedej a eu successivement pour directeurs:
- Hervé Bleuchot
- Jean-Claude Vatin (1987-1994)
- Philippe Fargues (1994-1998)
- Ghislaine Alleaume (1998-2002)
- Bernard Botiveau (2002-2004)
- Alain Roussillon (2004-2007)
- Marc Lavergne (2008-2011)
- Bernard Rougier (2011-2015)
- Karine Bennafla (2015-2019)
- Agnès Deboulet (2019-2022)
- Pascal Menoret (2022-2024)
- Frédéric Lagrange (2024-...)

## Les publications
Égypte/Monde arabe est une revue de sciences sociales publiée par le Cedej depuis 1990. Elle s'appelle Égypte Soudan Mondes Arabes depuis décembre 2023. Elle comprend un dossier thématique, ainsi que des textes traduits et des chroniques (jusqu'en 1998). L'intégralité des articles publiés est consultable en ligne sur le portail de la fédération de revues en sciences sociales OpenEdition Journals, depuis le 9 juillet 2008.
Le Cedej publiait également chaque année des Chroniques égyptiennes, en ligne sur le site un an après leur publication. Les chroniques sont désormais intégrées au carnet du CEDEJ.
Le Cedej publie chaque année des ouvrages d'auteur ou collectifs en coédition avec des éditeurs européens, principalement français (Karthala, Aux lieux d'être, Droz, Tauris, Actes Sud…).
Le Cedej publie sur son site des working-papers, dans la collection "Études et documents".
Plusieurs collections et périodiques ont existé par le passé et ont permis de publier de nombreux ouvrages sur l'Égypte (Dossiers du Cedej, Recherches et témoignages, Lettre de l'OUCC, Livres arabes, Égypte. Droit, économie, société, Revue de la presse égyptienne,…) ainsi que deux périodiques en langue arabe, Misr wa-l-’âlam al-’arabi (sélection d'articles de la revue Égypte/Monde arabe traduits en arabe, cinq numéros publiés entre 1993 et 1996) et Mutûn ’asriyya fî-l-’ulûm al-ijtimâ’iyya (Textes fondamentaux de sciences sociales, deux numéros en 2000 et 2001).